# Никольское Загородище
Никольское Загородище — деревня в Солецком районе Новгородской области.

## География
Находится в западной части Новгородской области на расстоянии приблизительно 14 км на юго-восток по прямой от районного центра города Сольцы.

## История
На карте 1840 года уже была обозначена как одна деревня Загородище. На карте 1847 года она же была обозначена с 20 дворами. В 1909 году здесь (деревня Старорусского уезда Новгородской губернии) был учтен 21 двор. На карте 1942 года уже отдельно отмечалось Старое Загородище. Позднее из оставшейся деревни Загородище и выделилось Никольское Загородище. До 2020 года входила в состав Выбитского сельского поселения.

## Население
Численность населения: 151 человек (1909 год), 18 (русские 94 %) в 2002 году, 13 в 2010.